# Pedro Manuel da Silva Moreira
Pedro Manuel da Silva Moreira (Lousada, 15 marzo 1989) è un calciatore portoghese, centrocampista dell'Arouca.